# Островки (Венёвский район)
Островки — деревня в Венёвском районе Тульской области России.
В рамках административно-территориального устройства является центром Урусовского сельского округа Венёвского района, в рамках организации местного самоуправления входит в Центральное сельское поселение.

## География
Расположена в 56 км к востоку от Тулы и в 17 км к юго-востоку от райцентра города Венёв.

## Население
| 2002 | 2010 |
| ---- | ---- |
| 463  | ↘423 |

Население — 423 чел. (2010).

## Сельское хозяйство
Производство представлено ООО «Венёвское» и ещё 3 фермерскими хозяйствами.
Выращивают картофель, зерновые, кукурузу; также имеется скотоводство.

## Инфраструктура
В деревне находятся Дом Культуры, медпункт, магазин, почтовое отделение. От федеральной трассы Р132 Вязьма — Рязань до Островков проложена асфальтированная дорога протяжённостью 4 км.
Почти все улицы в деревне асфальтированные.
Расстояние до районного центра Венёв по автодороге — 24 км.
Ближайшие населённые пункты — Урусово, по автодороге 6 км, Грибовка — 5 км.
Также рядом, в двух километрах, находится урочище бывшего села Тёплое, которое было ликвидировано в 1985 г.